# Infitah

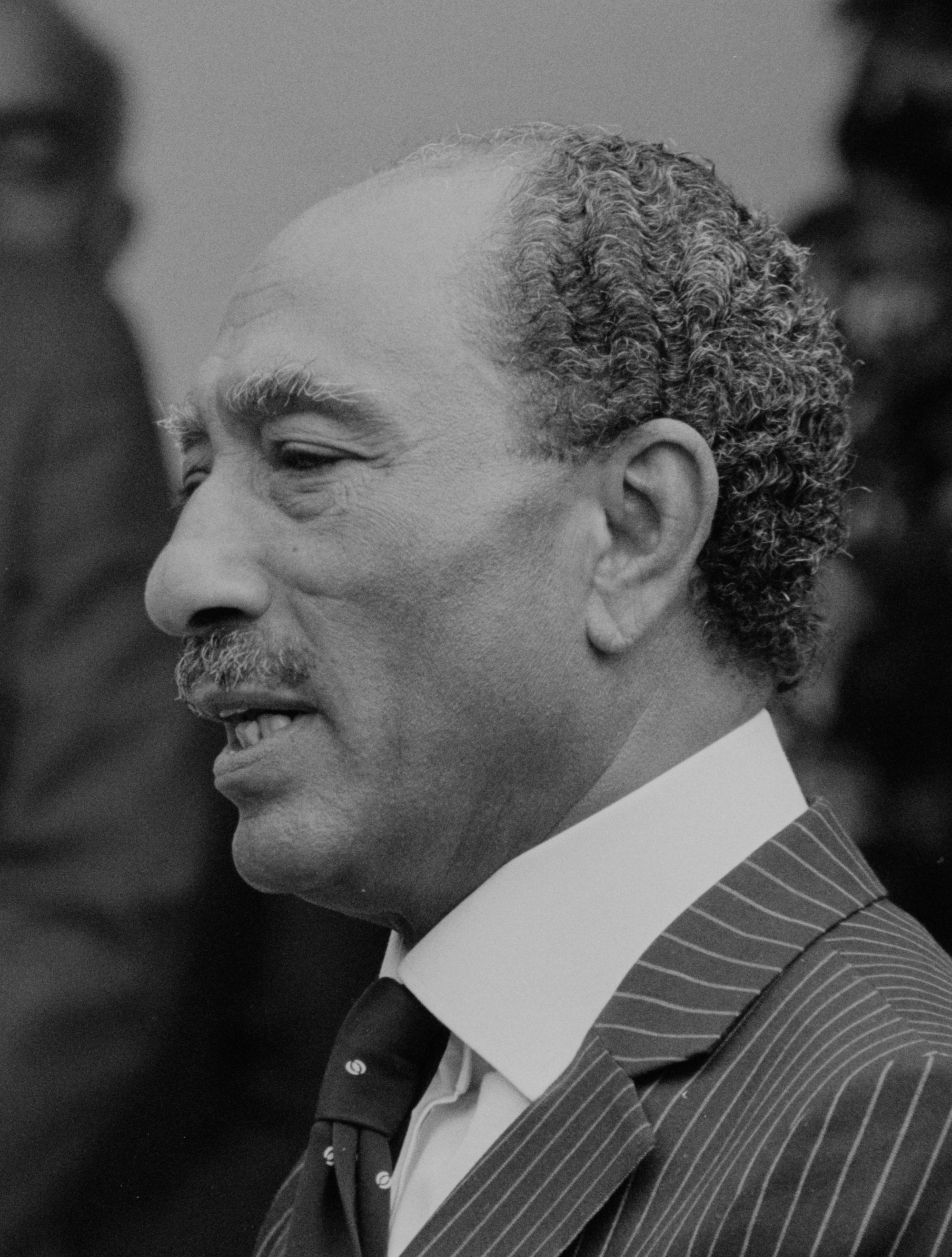
Anwar as-Sadat, prezydent Egiptu w latach 1970–1981, inicjator polityki otwarcia

Infitah (arab. انفتاح Infitāḥ), dosł. otwarcie – polityka gospodarcza prowadzona przez prezydenta Egiptu Anwara as-Sadata od 1972 do śmierci polityka w zamachu w 1981 r.

## Okoliczności wprowadzenia
W okresie sprawowania w Egipcie władzy przez prezydenta Gamala Abdela Nasera (1954-1970) wdrażany był egalitarny program gospodarczy. Od lat 60. XX wieku celem władz egipskich była budowa socjalizmu, bez ślepego powielania wzorów radzieckich i bez dążenia do dyktatury proletariatu. Decydującą rolę w państwie mieli jednak odgrywać chłopi i robotnicy, a w gospodarce dominował sektor państwowy.
Po śmierci Nasera i objęciu urzędu prezydenckiego przez as-Sadata ideologia naserystowska była stopniowo eliminowana z bieżącej polityki państwa. Nową politykę gospodarczą as-Sadat zaczął wprowadzać w 1972.

## Założenia i przemiany
W 1972 w Egipcie wprowadzona została ustawa zezwalająca na inwestycje zagraniczne w wyznaczonych strefach, nadająca inwestorom określone przywileje i gwarantująca, że ich przedsiębiorstwa nie zostaną znacjonalizowane. Inwestorzy uzyskali zwolnienia podatkowe na pięć lat z możliwością ich przedłużenia o kolejne trzy.
Hasło otwarcia (infitah) zostało oficjalnie ogłoszone przez as-Sadata w październiku 1973, zaś w kwietniu roku następnego prezydent przedstawił założenia nowego kursu politycznego. Egipt miał otworzyć się na prywatne inwestycje przedsiębiorców krajowych i zagranicznych, a niektóre przedsiębiorstwa znacjonalizowane przez Nasera zamierzano sprywatyzować. Według Stępniewskiej-Holzer i Holzera na rezygnację z polityki socjalizmu wpływ miały żądania USA, Międzynarodowego Funduszu Walutowego i konserwatywnych krajów arabskich, które udzielały poważnie zadłużonemu Egiptowi wielomilionowej pomocy i które oczekiwały od as-Sadata korekty polityki ekonomicznej Nasera. Osman podkreśla natomiast chęć as-Sadata, by odciąć się od naseryzmu w każdym aspekcie i wdrożyć własną, zupełnie odmienną strategię polityczną. Prezydent zakładał, że zliberalizowana polityka gospodarcza poprawi poziom życia Egipcjan i tym samym zwiększy poparcie dla niego, zapewni również wsparcie amerykańskie dla Egiptu. As-Sadat twierdził również, że infitah rozpocznie stopniowe przekształcanie Egiptu w kraj kapitalistyczny i demokratyczny na wzór zachodni. Nowa polityka znosiła ograniczenia w zakresie importu, eksportu oraz podejmowania działalności gospodarczej dotąd reglamentowanej przez państwo.
W praktyce polityka otwarcia nie przełożyła się na demokratyzację kraju. Powstająca dzięki wspieraniu sektora prywatnego nowa warstwa najzamożniejszych była związana z autorytarnymi rządami as-Sadata i nie działała na rzecz demokratyzacji państwa. Biurokracja państwowa miała przy tym znaczący wpływ na rozdzielanie prywatnym inwestorom koncesji i kontraktów, nagradzając osoby lojalne wobec rządu. W sektorze turystycznym, który szczególnie szybko rozwijał się na Synaju po 1974, najważniejsze przedsiębiorstwa znajdowały się w rękach byłych wojskowych oraz przedsiębiorstw, których właściciele i udziałowcy byli w różny sposób związani z władzami. W podobny sposób rozwijał się sektor budowlany.
W pierwszej połowie lat 70. XX wieku gospodarka egipska zaczęła rozwijać się szybciej niż w czasach Nasera, jednak wzrost dotyczył przede wszystkim sektora usługowego, a nie przemysłu. Problemem stała się dwudziestoczteroprocentowa inflacja (według innego źródła wynosiła 14%.). W 1974 Egipt wyszedł z ekonomicznej stagnacji cechującej schyłek poprzedniej dekady. Od 1975 do 1981 PKB kraju wzrastał o 8% rocznie, co wynikało także z doskonałej koniunktury międzynarodowej.
Wbrew założeniom prezydenta, wdrażanie gospodarki wolnorynkowej doprowadziło do powstania i pogłębiania się nierówności społecznych, w tym wykształcenia się nowej elity najzamożniejszych. Kluczową rolę odgrywali w niej byli wojskowi i oficerowie wywiadu, jak również potomkowie rodzin arystokratycznych, którzy zdołali ocalić za granicą część majątku po rewolucji r. 1952, a po śmierci Nasera wrócili do Egiptu. W kraju zaczęły wybuchać strajki.
W 1976 r. rząd egipski ogłosił wycofanie subwencji państwowych na podstawowe produkty (ryż, cukier, gaz), co stanowiło część polityki otwierania Egiptu na gospodarkę światową. W styczniu roku następnego w miastach kraju doszło do gwałtownych protestów przeciwko podwyżkom cen. Pod ich wpływem as-Sadat wycofał się z planowanej reformy, nie rezygnując z ogólnych założeń infitah, a jedynie zachowując ostrożność przy dalszych zmianach o potencjalnie poważnych konsekwencjach społecznych. Innym skutkiem infitah był upadek klasy średniej wykształconej za rządów Nasera, składającej się z pracowników sektora państwowego. Stracił on na znaczeniu na rzecz szybko rozwijającego się sektora prywatnego, w którym możliwe było uzyskiwanie znacznie wyższych zarobków. W społeczeństwie upowszechniło się przekonanie, iż as-Sadat nie spełnił swojej obietnicy zapewnienia powszechnego dobrobytu, a w dodatku doprowadził do upadku najważniejszych osiągnięć naseryzmu (hasła równości i sprawiedliwości społecznej pozostawały niezwykle popularne). Autorytet prezydenta, zdobyty po wojnie Jom Kipur zaczął upadać. Dlatego w końcu dekady as-Sadat zrezygnował z eksponowania haseł liberalizacji na rzecz częściowego powrotu do polityki gospodarczej lat 60. XX wieku.
Krytycy as-Sadata twierdzą, że hasła demokratyzacji i liberalizacji były dla niego jedynie sloganami propagandowymi, a rzeczywistym celem od początku była budowa agresywnego systemu kapitalistycznego, korzystnego dla nowych elit. Jego obrońcy argumentują, że intencje prezydenta były szczere, jednak ich realizację uniemożliwiła powszechna w kraju korupcja i niewydolny system biurokracji. Głównym problemem infitah było jednak przyjęcie zbyt ambitnych założeń, nieuwzględniających złożoności społeczeństwa egipskiego (w tym znaczenia biurokracji i wojska), nieprzygotowanie władz na nowe problemy i przemiany społeczne. Nowa polityka nie objęła rolnictwa (zachowano założenia naserowskiej reformy rolnej) i zachowała sektor państwowy jako największego krajowego pracodawcę. Zdaniem Osmana w dłuższej perspektywie czasowej polityka otwarcia okazała się przynieść krajowi wiele korzyści, podczas gdy jej efekty doraźne były dla społeczeństwa rozczarowujące.
Po zabójstwie Anwara as-Sadata 6 października 1981 jego następca na urzędzie prezydenckim Husni Mubarak przeprowadził nowe reformy gospodarcze, z których niektóre wpisywały się w założenia infitah (m.in. program prywatyzacyjny). Zrezygnował jednak z politycznej treści polityki poprzednika (zapowiedzi stopniowej demokratyzacji państwa).